# 40-й гвардейский истребительный авиационный полк
40-й гвардейский истребительный авиационный Тарнопольский ордена Кутузова полк (40-й гв. иап) — воинская часть ВВС Вооружённых Сил СССР, принимавшая участие в боевых действиях Великой Отечественной войны, вошедшая в состав ВВС России.

## Наименования полка
За весь период своего существования полк несколько раз менял своё наименование:
- 131-й истребительный авиационный полк;
- 40-й гвардейский истребительный авиационный полк;
- 40-й гвардейский истребительный авиационный Тарнопольский полк;
- 40-й гвардейский истребительный авиационный Тарнопольский ордена Кутузова полк;
- 627-й гвардейский истребительный авиационный Тарнопольский ордена Кутузова полк;
- 627-й гвардейский учебный истребительный авиационный Тарнопольский ордена Кутузова полк;
- Полевая почта 40456.

## Создание полка
40-й гвардейский истребительный авиационный полк образован 8 февраля 1943 года путём переименования 131-го истребительного авиационного полка в гвардейский за образцовое выполнение боевых задач и проявленные при этом мужество и героизм на основании приказа НКО СССР.

## Преобразование полка
- 40-й гвардейский истребительный авиационный Тарнопольский ордена Кутузова полк 20 февраля 1949 года переименован в 627-й гвардейский истребительный авиационный Тарнопольский ордена Кутузова полк[2]
- 627-й гвардейский истребительный авиационный Тарнопольский ордена Кутузова полк 29 ноября 1969 года переименован[3] в 627-й гвардейский учебный истребительный авиационный Тарнопольский ордена Кутузова полк и передан в состав Армавирского высшего военного авиационного Краснознамённого училища лётчиков имени Главного Маршала авиации П. С. Кутахова.

## Расформирование полка

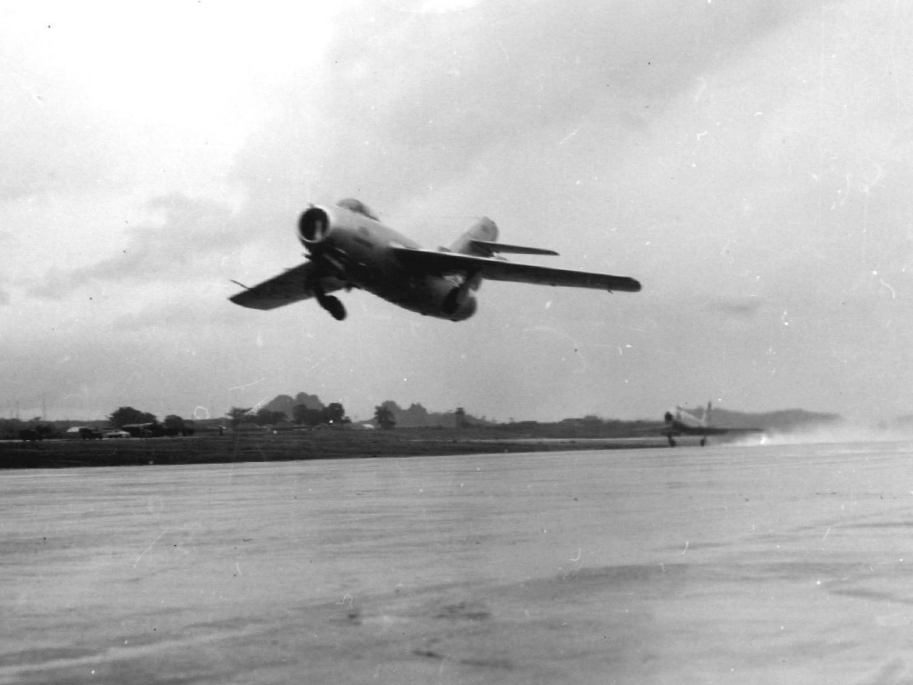
МиГ-15

627-й гвардейский учебный истребительный авиационный Тарнопольский ордена Кутузова полк был расформирован в рамках проводимой реформы Вооружённых Сил в составе Краснодарского высшего военного авиационного училища лётчиков имени Героя Советского Союза А. К. Серова.

## В действующей армии
В составе действующей армии:
- с 22 июня 1941 года по 8 февраля 1943 года (как 131-й истребительный авиационный полк) итого — 596 дней,
- с 8 февраля 1943 года по 11 марта 1943 года, итого — 31 дня,
- с 12 мая 1943 года по 11 мая 1945 года, итого — 730 дней,

Всего 1353 дня

## Командиры полка
- гвардии подполковник Гончаров Леонид Антонович[3], 04.1941 — 31.10.1941
- гвардии капитан, майор Давидков Виктор Иосифович[3], 01.11.1941 — 25.12.1942
- гвардии майор Токарев Моисей Степанович[3], 26.12.1942 — 08.07.1943
- гвардии капитан Назаренко Дмитрий Павлович[3], 09.07.1943 — 11.01.1944
- гвардии капитан, майор Китаев Николай Трофимович[3], 11.01.1944 — 19.05.1944
- гвардии майор, подполковник Карташов Михаил Васильевич[3], 07.06.1944 — 20.10.1945

## В составе соединений и объединений
| Период        | Фронт (округ)              | армия               | корпус                                        | дивизия                                              | примечание                                                            |
| ------------- | -------------------------- | ------------------- | --------------------------------------------- | ---------------------------------------------------- | --------------------------------------------------------------------- |
| 28.01.1943 г. | Северо-Кавказский фронт    | 4-я воздушная армия |                                               | 217-я истребительная авиационная дивизия             | Ла-5, ЛаГГ-3, станица Нестеровская                                    |
| 08.02.1943 г. | Северо-Кавказский фронт    | 4-я воздушная армия |                                               | 217-я истребительная авиационная дивизия             | Полк преобразован в гвардейский, Ла-5, ЛаГГ-3, станица Нестеровская   |
| 25.02.1943 г. |                            |                     |                                               | 217-я истребительная авиационная дивизия             | убыл с фронта на доукомплектование, самолёты передал в 249-й иап      |
| 12.03.1943 г. | Московский военный округ   |                     | 14-й запасной истребительный авиационный полк | 217-я истребительная авиационная дивизия             | Иваново, Ла-5                                                         |
| 19.04.1943 г. | Воронежский фронт          |                     |                                               | 217-я истребительная авиационная дивизия             | Ла-5, аэр. Бутурлиновка                                               |
| 01.05.1943 г. | Резерв Ставки ВГК          |                     | 5-й истребительный авиационный корпус         | 8-я гвардейская истребительная авиационная дивизия   | Ла-5                                                                  |
| 12.05.1943 г. | Воронежский фронт          | 2-я воздушная армия | 5-й истребительный авиационный корпус         | 8-я гвардейская истребительная авиационная дивизия   | Ла-5                                                                  |
| 20.10.1943 г. | 1-й Украинский фронт       | 2-я воздушная армия | 5-й истребительный авиационный корпус         | 8-я гвардейская истребительная авиационная дивизия   | Ла-5                                                                  |
| 03.05.1945 г. | 1-й Украинский фронт       | 2-я воздушная армия | 5-й истребительный авиационный корпус         | 8-я гвардейская истребительная авиационная дивизия   | перевооружён на Ла-7, аэр. Фрайвальдау, Германия                      |
| 10.06.1945 г. | Центральная группа войск   | 2-я воздушная армия | 5-й истребительный авиационный корпус         | 8-я гвардейская истребительная авиационная дивизия   | перевооружён на Ла-7, аэр. Фрайвальдау, Германия                      |
| 10.12.1945 г. | Центральная группа войск   | 2-я воздушная армия | 5-й истребительный авиационный корпус         | 8-я гвардейская истребительная авиационная дивизия   | Ла-7, аэр. Секешфехервар, Венгрия                                     |
| 10.12.1947 г. | Закавказский военный округ | 7-я воздушная армия | 5-й истребительный авиационный корпус         | 8-я гвардейская истребительная авиационная дивизия   | Ла-7, аэр. Сальяны, Азербайджанская ССР                               |
| 20.02.1949 г. | Закавказский военный округ | 7-я воздушная армия | 62-й истребительный авиационный корпус        | 174-я гвардейская истребительная авиационная дивизия | переименован в 627-й гв. иап, Ла-7, аэр. Сальяны, Азербайджанская ССР |
| 01.04.1950 г. | Закавказский военный округ | 7-я воздушная армия | 62-й истребительный авиационный корпус        | 174-я гвардейская истребительная авиационная дивизия | переучивание на МиГ-15, аэр. Сальяны, Азербайджанская ССР             |
| 30.09.1950 г. |                            | Бакинская армия ПВО | 62-й истребительный авиационный корпус ПВО    | 174-я гвардейская истребительная авиационная дивизия | передан в ПВО, МиГ-15, аэр. Сальяны, Азербайджанская ССР              |
| 1952 г.       | Бакинский округ ПВО        |                     | 15-й корпус ПВО                               |                                                      | МиГ-17, аэр. Сальяны, Азербайджанская ССР                             |
| 1955 г.       | Бакинский округ ПВО        |                     | 15-й корпус ПВО                               |                                                      | получил 1-ю и 2-ю аэ из 2-го гв. иап                                  |
| 1957 г.       | Бакинский округ ПВО        |                     | 15-й корпус ПВО                               |                                                      | МиГ-19, аэр. Сальяны, Азербайджанская ССР                             |
| 29.11.1969 г. | Армавирское ВВАУЛ          |                     |                                               |                                                      | переименован в учебный полк, Л-29, аэр. Сальяны, Азербайджанская ССР  |
| 1985 г.       | Армавирское ВВАУЛ          |                     |                                               |                                                      | Л-39, аэр. Сальяны, Азербайджанская ССР                               |
| 08.1991 г.    | Армавирское ВВАУЛ          |                     |                                               |                                                      | Л-39, аэр. Тихорецкая, Краснодарский край                             |
| 2009 г.       | Краснодарское ВВАУЛ        |                     |                                               |                                                      | Л-39, аэр. Тихорецкая, Краснодарский край, полк расформирован         |

## Участие в операциях и битвах

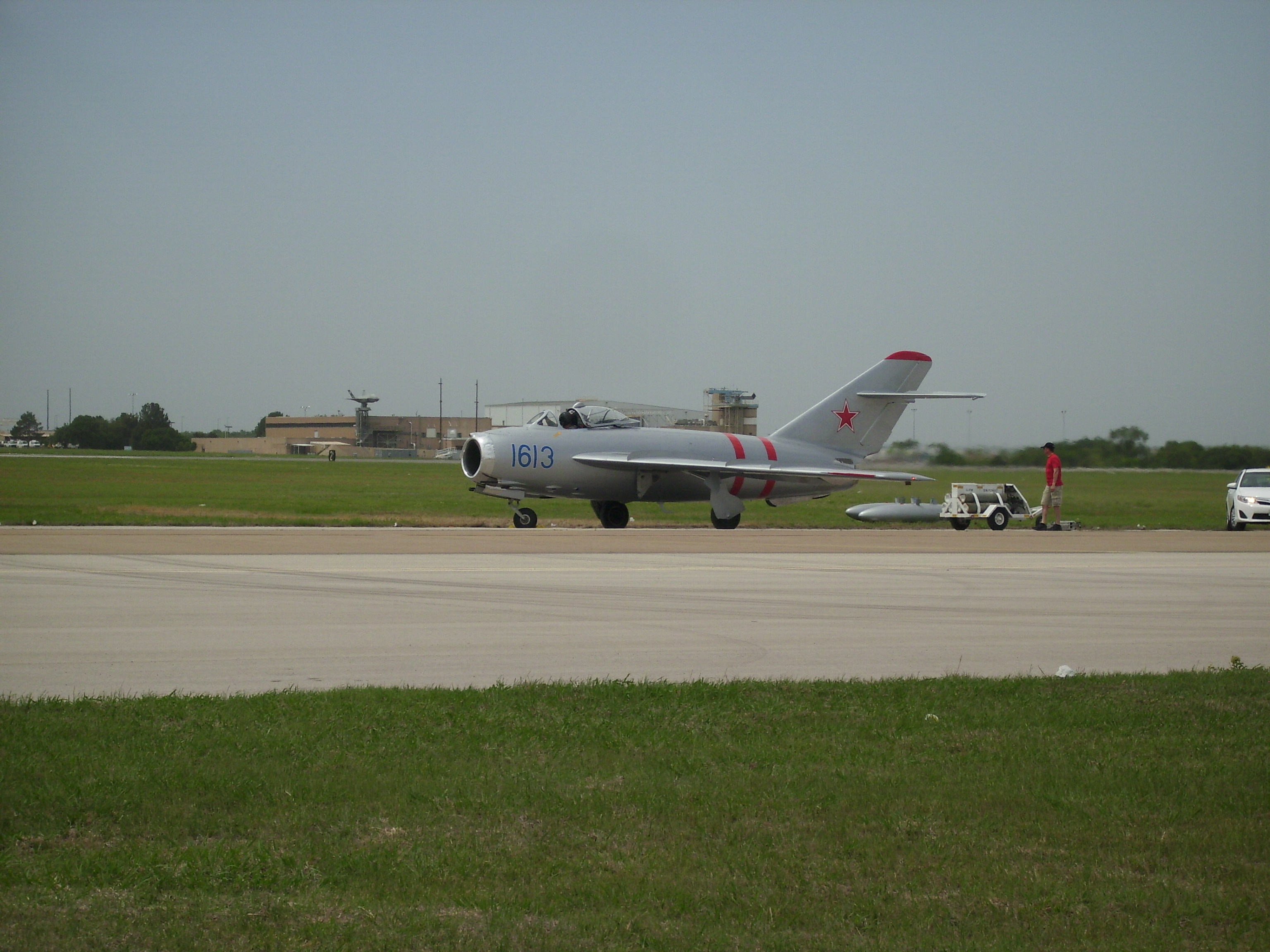
МиГ-17

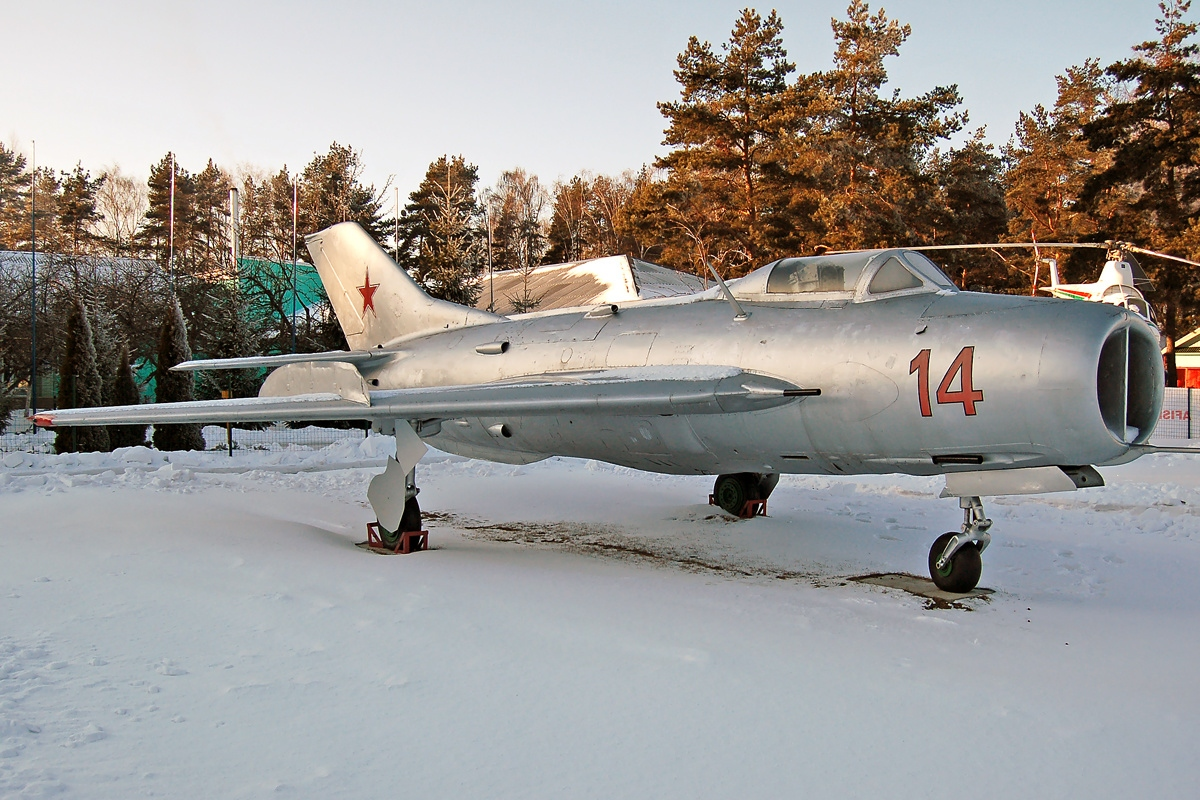
МиГ-19

- Воздушные сражения на Кубани с апреля 1943 года по июнь 1943 года
- Курская битва с 5 июля 1943 года по 23 августа 1943 года
- Белгородско-Харьковская операция «Румянцев» с 3 августа 1943 года по 23 августа 1943 года
- Черниговско-Припятская операция[5] с 26 августа 1943 года по 30 сентября 1943 года.
- Киевская операция с 3 ноября 1943 года по 22 декабря 1943 года
- Гомельско-Речицкая операция с 10 ноября 1943 года по 30 ноября 1943 года.
- Житомирско-Бердичевская операция[5] с 24 декабря 1943 года по 14 января 1944 года
- Корсунь-Шевченковская операция[5] с 24 января 1944 года по 17 февраля 1944 года.
- Ровно-Луцкая операция[5] с 27 января 1944 года по 11 февраля 1945 года.
- Проскуровско-Черновицкая операция[5] с 4 марта 1944 года по 17 апреля 1944 года
- Львовско-Сандомирская операция[5] с 13 июля 1944 года по 29 августа 1944 года.
- Карпатско-Дуклинская операция[6] с 8 сентября 1944 года по 28 октября 1944 года.
- Сандомирско-Силезская операция[6] с 12 января 1945 года по 23 февраля 1945 года
- Нижне-Силезская наступательная операция[6] с 3 февраля 1945 года по 30 марта 1945 года
- Верхне-Силезская наступательная операция[6] с 15 марта 1945 года по 31 марта 1945 года
- Берлинская операция[6] с 16 апреля 1945 года по 8 мая 1945 года.
- Пражская операция[6] с 6 мая 1945 года по 11 мая 1945 года.

## Почётные наименования
- 40-му гвардейскому истребительному авиационному полку за отличие в боях с немецкими захватчиками за освобождение города Тарнополь 26 апреля 1943 года присвоено почётное наименование «Тарнопольский»[7]

## Награды
- За образцовое выполнение боевых заданий командования за овладение городами Глейвиц, Хжанув и проявленные при этом доблесть и мужество 40-й гвардейский истребительный авиационный Тарнопольский полк награждён орденом Кутузова III степени[8]

## Благодарности Верховного Главнокомандующего
- За овладение столицей Украины городом Киев[9]
- За овладение городом Кременец — мощной естественной крепостью на хребте Кременецких гор, усиленной немцами развитой сетью искусственных оборонительных сооружений[10]
- За овладение городом и оперативно важным железнодорожным узлом Чертков, городом Гусятин, городом и железнодорожным узлом Залещики на реке Днестр и освобождении более 400 других населённых пунктов[11]
- За выход на государственную границу с Чехословакией и Румынией на фронте протяжением до 200 километров, овладении городом Серет и занятие свыше 30 других населённых пунктов на территории Румынии[12]
- За овладение областным центром Украины городом Тарнополь — крупным железнодорожным узлом и сильным опорным пунктом обороны немцев на львовском направлении[13]
- За овладение городами Порицк, Горохов, Радзехов, Броды, Золочев, Буек, Каменка, городом и крупным железнодорожным узлом Красное и занятии свыше 600 других населённых пунктов[14]
- За овладение важным хозяйственно-политическим центром и областным городом Украины Львов — крупным железнодорожным узлом и стратегически важным опорным пунктом обороны немцев, прикрывающим пути к южным районам Польши[15]
- За овладение городом и крепостью Перемышль и городом Ярослав — важными узлами коммуникаций и мощными опорными пунктами обороны немцев, прикрывающими пути на Краков[16]
- За овладение городом Дембица — крупным центром авиационной промышленности и важным узлом коммуникаций на краковском направлении[17]
- За овладение городами Ченстохова, Пшедбуж и Радомско[18]
- За овладение городом Краков[19]
- За овладение центром Силезского промышленного района городом Глейвиц и в Польше городом Хжанув[20]
- За овладение городом Гинденбург[21]
- За овладение городами Сосновец, Бендзин, Домброва-Гурне, Челядзь и Мысловице — крупными центрами Домбровского угольного района[22]
- За овладение в Домбровском угольном районе городами Катовице, Семяновиц, Крулевска Гута (Кенигсхютте), Миколув (Николаи) и в Силезии городом Беутен[23]
- За овладение городами Олау, Бриг, Томаскирх, Гротткау, Левен и Шургаст — важными узлами коммуникаций и сильными опорными пунктами обороны немцев на западном берегу Одера[24]
- За разгром окружённой группировки противника юго-западнее Оппельна и овладении в Силезии городами Нойштадт, Козель, Штейнау, Зюльц, Краппитц, Обер-Глогау, Фалькенберг[25]
- За овладение в Силезии, западнее Одера, городами Нейссе и Леобшютц[26]
- За овладение городами Ратибор и Бискау[27]
- За овладение городами Котбус, Люббен, Цоссен, Беелитц, Лукенвальде, Тройенбритцен, Цана, Мариенфельде, Треббин, Рангсдорф, Дидерсдорф, Тельтов и вход с юга в столицу Германии Берлин[28]
- За овладение городам Виттенберг — важным опорным пунктом обороны немцев на реке Эльба[29]
- За овладение городом и крепостью Бреславль (Бреслау)[30]

## Отличившиеся воины полка
- Багиров, Джахангир Мирджафар оглы, гвардии старший лейтенант, лётчик 40-го гвардейского истребительного авиационного полка 8-й гвардейской истребительной авиационной дивизии 5-го истребительного авиационного корпуса 2-й воздушной армии 2-й воздушной армии, совершил воздушный таран. Указом Президиума Верховного Совета СССР 13 июня 1943 года награждён орденом Ленина. Посмертно.
- Бородачёв Виктор Иванович, гвардии капитан, командир эскадрильи 40-го гвардейского истребительного авиационного полка 8-й гвардейской истребительной авиационной дивизии 5-го истребительного авиационного корпуса 2-й воздушной армии 1 июля 1944 года указом Верховного Совета СССР удостоен звания Героя Советского Союза. Золотая Звезда № 2339.
- Гончаров Леонид Антонович, командир 131-го истребительного авиаполка 20-й смешанной авиадивизии 9-й армии Южного фронта, гвардии подполковник, указом Президиума Верховного Совета СССР от 6 июня 1942 года за «умелое командование авиационным полком, образцовое выполнение боевых заданий командования на фронте борьбы с немецкими захватчиками и проявленные при этом мужество и героизм» удостоен звания Героя Советского Союза, посмертно.
- Гребенев Аркадий Дмитриевич, лётчик 40-го гвардейского истребительного авиационного полка, будучи штурманом 111-го гвардейского истребительного авиаполка 10-й гвардейской истребительной авиадивизии 10-го истребительного авиакорпуса 2-й воздушной армии 1-го Украинского фронта, указом Президиума Верховного Совета СССР от 26 октября 1944 года удостоен звание Героя Советского Союза, Золотая Звезда № 4496.
- Давидков Виктор Иосифович, заместитель командира 131-го истребительного авиаполка 20-й смешанной авиадивизии 9-й армии Южного фронта, гвардии капитан, указом Президиума Верховного Совета СССР от 6 июня 1942 года за образцовое выполнение боевых заданий командования на фронте борьбы с немецко-фашистским захватчиками и проявленные при этом мужество и героизм, удостоен звания Героя Советского Союза, Золотая Звезда № 850
- Кулешов Владимир Кузьмич, гвардии старший лейтенант, штурман 40-го гвардейского истребительного авиационного полка 8-й гвардейской истребительной авиационной дивизии 5-го истребительного авиационного корпуса 2-й воздушной армии 4 февраля 1944 года указом Верховного Совета СССР удостоен звания Героя Советского Союза посмертно
- Китаев Николай Трофимович, командир эскадрильи 40-го гвардейского истребительного авиаполка 217-й истребительной авиадивизии 4-й воздушной армии Северо-Кавказского фронта, гвардии старший лейтенант, впоследствии командир полка, указом Президиума Верховного Совета СССР от 1 мая 1943 года удостоен звания Героя Советского Союза. Золотая Звезда № 1063
- Кратинов Семён Устинович, гвардии капитан, командир эскадрильи 131-го истребительного авиационного полка 217-й истребительной авиационной дивизии 4-й воздушной армии, впоследствии командир полка, указом Президиума Верховного Совета СССР от 10 апреля 1945 года удостоен звания Героя Советского Союза, Золотая Звезда № 6089
- Назаренко Дмитрий Павлович, командир эскадрильи 131-го истребительного авиационного полка 217-й истребительной авиационной дивизии 4-й воздушной армии, впоследствии командир полка, указом Президиума Верховного Совета СССР от 13 декабря 1942 года удостоен звания Героя Советского Союза, Золотая Звезда № 831
- Новиков, Константин Афанасьевич, гвардии младший лейтенант, старший лётчик 40-го гвардейского истребительного авиационного полка 217-й истребительной авиационной дивизии 4-й воздушной армии Северо-Кавказского фронта, указом Президиума Верховного Совета СССР от 1 мая 1943 года удостоен звания Герой Советского Союза. Золотая Звезда № 1064.
- Сигов Дмитрий Иванович, заместитель командира 131-го истребительного авиаполка 217-й истребительной авиадивизии 4-й воздушной армии Закавказского фронта, указом Президиума Верховного Совета СССР от 13 декабря 1942 года удостоен звания Героя Советского Союза посмертно.
- Семенюк Иван Иванович, гвардии капитан, командир эскадрильи 40-го гвардейского истребительного авиационного полка 8-й гвардейской истребительной авиационной дивизии 5-го истребительного авиационного корпуса 2-й воздушной армии 1 июля 1944 года указом Верховного Совета СССР удостоен звания Героя Советского Союза. Золотая Звезда № 2381
- Скрябин Виктор Иванович, заместитель командира эскадрильи 40-го гвардейского истребительного авиаполка 217-й истребительной авиадивизии 4-й воздушной армии Северо-Кавказского фронта, гвардии старший лейтенант, указом Президиума Верховного Совета СССР от 1 мая 1943 года удостоен звания Героя Советского Союза, посмертно.
- Тока́рев Моисе́й Степа́нович, заместитель командира авиационной эскадрильи, старший политрук, впоследствии командир полка, указом Президиума Верховного Совета СССР от 13 декабря 1942 года удостоен звания Героя Советского Союза, Золотая Звезда № 830
- Фёдоров Аркадий Васильевич, командир звена 131-го истребительного авиаполка, будучи заместителем командира эскадрильи 16-го гвардейского иап, указом Президиума Верховного Совета СССР от 13 апреля 1944 года удостоен звания Героя Советского Союза, Золотая Звезда № 1322.
- Шварёв Александр Ефимович, штурман 40-го гвардейского истребительного авиаполка 8-й гвардейской истребительной авиационной дивизии 5-го истребительного авиационного корпуса 2-й воздушной армии, гвардии генерал-майор в отставке, указом Президента РФ от 11 октября 1995 года удостоен звания Героя РФ, Звезда № 231
- Яровой Филипп Степанович, командир 2-й авиационной эскадрильи 131-го истребительного авиационного полка 217-й истребительной авиационной дивизии 4-й воздушной армии Закавказского фронта, лейтенант, указом Президиума Верховного Совета СССР от 23 ноября 1942 года за образцовое выполнение боевых заданий командования на фронте борьбы с немецко-нацистскими захватчиками и проявленные при этом мужество и героизм удостоен звания Героя Советского Союза посмертно.

## Статистика боевых действий
Всего за годы Великой Отечественной войны полком:
| Выполнено боевых вылетов | Сбито самолётов в воздухе | Уничтожено самолётов всего |
| ------------------------ | ------------------------- | -------------------------- |
| 14864                    | 431                       | 468                        |

Свои потери:
| Потеряно самолётов, всего | Погибло лётчиков всего | Погибло лётчиков в воздушных боях | Не вернулись с боевого задания | Погибло при налётах и прочие небоевые потери | Погибло в авиакатастрофах и умерло от ран |
| ------------------------- | ---------------------- | --------------------------------- | ------------------------------ | -------------------------------------------- | ----------------------------------------- |
| 204                       | 92                     | 57                                | 26                             | 0                                            | 6                                         |

## Самолёты на вооружении
| Период      | Самолёты |
| ----------- | -------- |
| 1941 — 1941 | И-16     |
| 1941 — 1942 | МиГ-3    |
| 1941 — 1942 | ЛаГГ-3   |
| 1942 — 1944 | Ла-5     |
| 1944 — 1950 | Ла-7     |
| 1950 — 1955 | МиГ-15   |
| 1952 — 1959 | МиГ-17   |
| 1959 — 1969 | МиГ-19   |
| 1968 — 1985 | Л-29     |
| 1985 — 2009 | Л-39     |

## Книги про историю полка
- Коллектив авторов. Сороковой гвардейский. Боевой путь полка. Вспоминают фронтовики... / В. Штанько. — Отдельное издание. — Краснодарское книжное издательство, 1993. — 528 с. — 5000 экз. — ISBN 5-7561-0674-X.